# بايلس مانينغ
بايلس مانينغ (بالإنجليزية: Bayless Manning)‏ هو محامي أمريكي، ولد في 29 مارس 1923، وتوفي في 18 سبتمبر 2011.